# Im Hagen 16a (Gernrode)

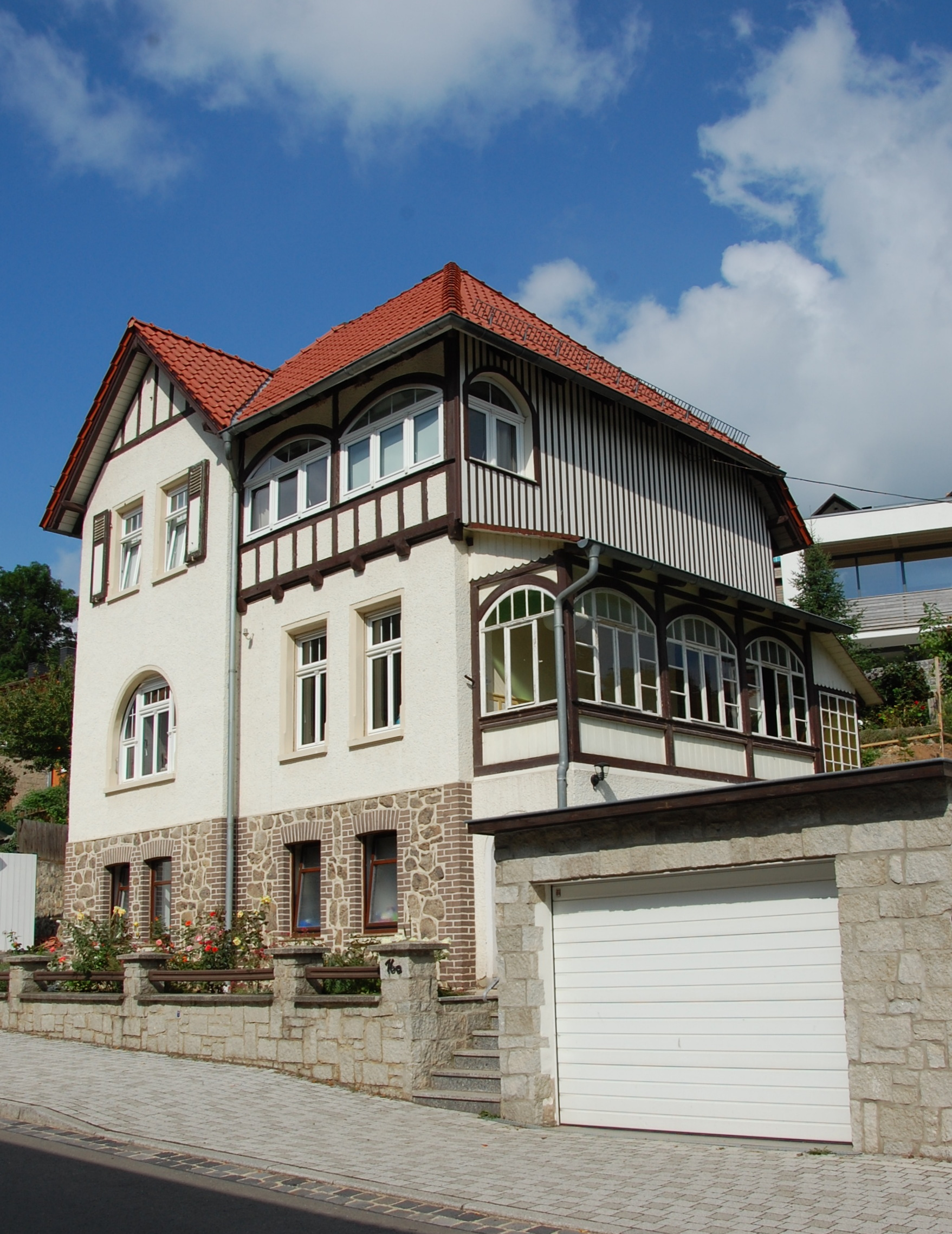
Haus Im Hagen 16a

Das Haus Im Hagen 16a ist ein denkmalgeschütztes Gebäude in dem zur Stadt Quedlinburg in Sachsen-Anhalt gehörenden Ortsteil Stadt Gernrode.

## Lage
Das Haus befindet sich südlich der Gernröder Altstadt auf der Nordseite der Straße Im Hagen und ist im örtlichen Denkmalverzeichnis als Wohnhaus eingetragen.

## Architektur und Geschichte
Der zweieinhalbgeschossige Bau entstand in den Jahren 1904/05 und wurde auf einem Sockel aus Bruchsteinen errichtet. Das an eine Villa erinnernde verputzte Haus verfügt nach Westen hin über einen Seitenrisalit. Der Eingang befindet sich an der Ostseite und ist als Eingangsloggia ausgeführt. Die Erscheinung des Gebäudes ist noch weitgehend bauzeitlich.